# Semana de los Libros Prohibidos
La Semana de los Libros Prohibidos es una  campaña anual de concienciación promovida por la Asociación de Bibliotecas de Estados Unidos y Amnistía Internacional que celebra la libertad para leer, llama la atención sobre los libros prohibidos y cuestionados y resalta a aquellas personas perseguidas. Esta campaña, que tiene lugar la última semana de septiembre «subraya la importancia de asegurar la disponibilidad de puntos de vista poco ortodoxos o impopulares para todos los que deseen leerlos» y la necesidad de mantener este material disponible públicamente para que la gente pueda derivar sus propias conclusiones y opiniones. La campaña internacional destaca a aquellas personas que han sido «perseguidas por los escritos que producen, circulan o leen». Algunos de los eventos que tienen lugar durante la Semana de los Libros Prohibidos  son una lectura virtual y el festival de cine de la primera enmienda.

## Historia
El evento data de 1982 cuando lo creó la bibliotecaria y activista de la Primera Enmienda Judith Krug. Krug afirmó que la Asociación de Editores Estadounidenses la contactó con la idea de traer libros prohibidos «a la atención del público estadounidense» después de que «una multitud de libros» fueran prohibidos ese año. Krug transmitió la información al comité de libertad intelectual de la Asociación de Bibliotecas de Estados Unidos y «seis semanas después celebramos la primera Semana de los Libros Prohibidos».
La Semana de los Libros Prohibidos está patrocinada por la Asociación Estadounidense de Bibliotecas (ALA), la Fundación Estadounidense de Libreros por la Libertad de Expresión (ABFFE), la Sociedad Estadounidense de Periodistas y Autores, la Asociación de Editores Estadounidenses, la Asociación Nacional de Tiendas Universitarias y es respaldada por el Centro del Libro de la Biblioteca del Congreso.[cita requerida]

### Evento asociado no relacionado con los libros
Desde 2011, la Asociación Estadounidense de Bibliotecarios Escolares (AASL) ha designado el miércoles de la Semana de los Libros Prohibidos como el día de las páginas de red prohibidas. Su objetivo es «destacar los filtros excesivamente agresivos que tienen las redes educativas y sociales que utilizan los estudiantes y educadores». En la encuesta nacional de 2012 de la AASL, el 94% de los encuestados dijo que su escuela usaba software de filtrado y que la mayoría de los sitios web bloqueados estaban relacionados con las redes sociales (88%), la mensajería instantánea o el chat en línea (74%), los juegos (69%) o los servicios de video como YouTube (66%). La postura de la AASL es que «el aspecto social del aprendizaje» es importante para los estudiantes del siglo XXI y que muchas escuelas van «más allá de los requisitos establecidos por la Comisión Federal de Comunicaciones en su Ley de Protección Infantil en Internet».

## Evento en  Estados Unidos

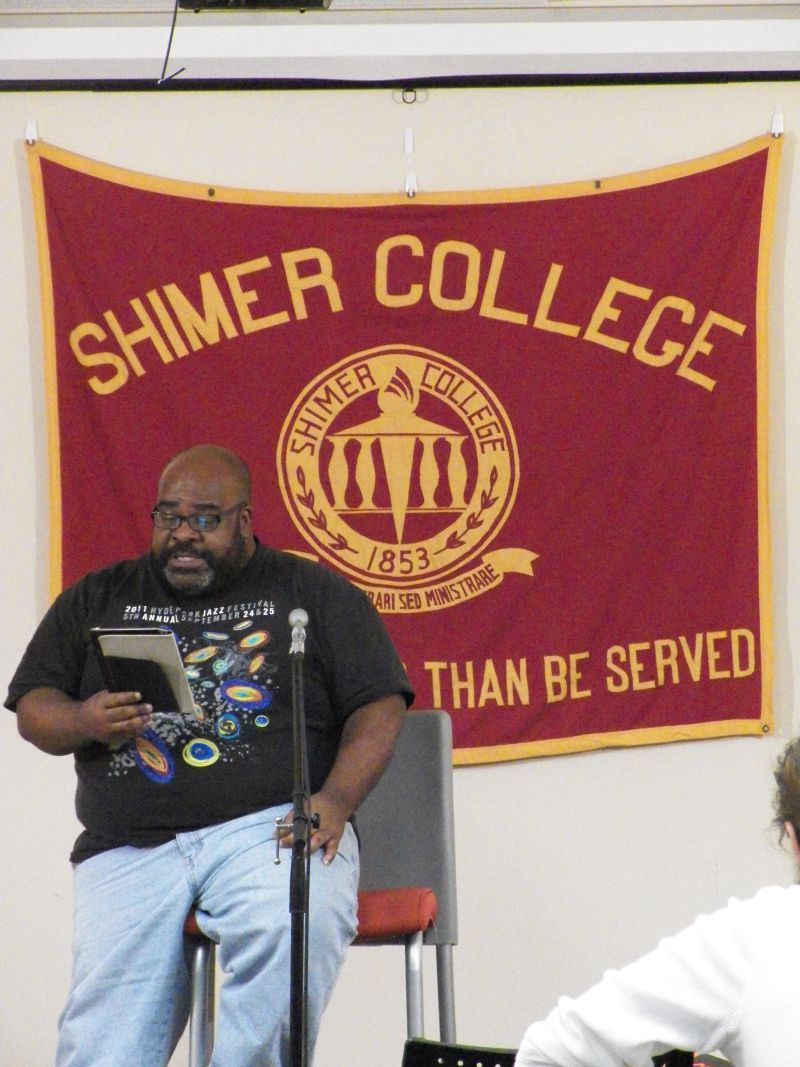
«Una lectura en voz alta» de la Semana de los Libros Prohibidos en Shimer College

El evento se ha llevado a cabo la última semana de septiembre desde 1982. La Semana de los Libros Prohibidos no solo anima a los lectores a examinar obras literarias cuestionadas, sino que también promueve la libertad intelectual en bibliotecas, colegios y librerías. Su objetivo es «enseñar la importancia que tienen los derechos de la primera enmienda y el poder de la literatura, y remarcar el peligro que existe cuando se imponen restricciones en la disponibilidad de información en una sociedad libre». La ALA ofrece kits de la Semana de los Libros Prohibidos y vende carteles, botones y marcapáginas para celebrar el evento.
Muchas instalaciones educativas también celebran los libros prohibidos y cuestionados durante esta semana, a menudo creando exhibiciones y programas en torno a la campaña de concienciación. Además, varios libreros patrocinan actividades y eventos en apoyo a la Semana  de los Libros  Prohibidos. Algunos vendedores decoran escaparates, mientras que otros van más allá, invitando a autores de materiales prohibidos y cuestionados a hablar en sus locales o financiando concursos anuales de ensayos sobre la libertad de expresión. Las instalaciones educativas y los libreros también patrocinan «lecturas en voz alta», lo que permite a los participantes leer en voz alta pasajes de sus libros prohibidos favoritos.

## Evento internacional
Amnistía Internacional también celebra la Semana de los Libros Prohibidos  enfocándose en las personas «perseguidas por los escritos que producen, circulan o leen» Su página web documenta anualmente «casos críticos», donde señalan a personas que han sido asesinadas, encarceladas o acosadas por las autoridades nacionales alrededor del mundo, e insta a las personas a «tomar medidas»  para ayudarlas en colaboración con su «Red de Acción Urgente». Esto lo pueden hacer poniéndose en contacto con las autoridades en relación con las violaciones de derechos humanos. También actualizan la información de los casos de años anteriores, ofreciendo un historial y el estado actual en el que se encuentran las personas que han sido supuestamente perseguidas por sus escritos. Estos casos incluyen personas de Azerbaiyán, China, Cuba, Egipto, Gambia, Irán, Myanmar, Rusia y Sri Lanka.[cita requerida]

## Recepción y crítica
El evento ha sido elogiado por celebrar la libertad que proporciona la Primera Enmienda a la Constitución de los Estados Unidos. Los eventos públicos en los que se leen en voz alta libros prohibidos y cuestionados se llevan a cabo frecuentemente para celebrar el evento. El evento internacional organizado por Amnistía Internacional también ha sido elogiado por recordar a la gente el precio que pagan algunas personas por expresar opiniones controvertidas.
El columnista del Boston Globe, Jeff Jacoby, señaló que una abrumadora cantidad de libros de la lista eran libros que simplemente habían sido cuestionados (principalmente por los padres por: violencia, lenguaje, sexualidad o no adecuación a la edad), pero que no se habían eliminado.
Mitchell Muncy alegó en The Wall Street Journal que la censura de la que se protesta en el evento no existe y que los libros no están prohibidos en Estados Unidos. Camila Alire, ex presidenta de la ALA, contestó que la Semana de los Libros Prohibidos subraya «los cientos de intentos documentados de suprimir el acceso a la información que tienen lugar cada año en los EE.UU.», y que «cuando se le pide a la biblioteca que restrinja el acceso para los demás refleja un intento de censura».  Inversamente, Thomas Spence en las mismas páginas comentó que Amazon había creado «un nuevo y más eficiente tipo de censura», al cesar la venta de When Harry Became Sally.
El exconcejal de ALA Jessamyn West dijo :

También destaca lo que ya sabemos de la semana de los libros prohibidos pero de lo que no se habla: una gran cantidad de estos libros son cuestionados por los padres por no ser apropiados para la edad de los niños. Aunque creo que esto es algo formidable para los libreros con lo que tratar, es algo muy diferente de las personas que intentan bloquear un libro de venderse.

Doug Archer, bibliotecario y expresidente del Comité de Libertad Intelectual de la ALA, responde que tales críticas no abordan de manera justa la amenaza de la censura:

El argumento es así. Muchos de los libros de la lista anual de libros prohibidos y cuestionados de la ALA «solo» fueron cuestionados, no prohibidos. Aunque se sacaron algunos de las bibliotecas, aún se pueden comprar en librerías. Por lo tanto, esta censura no es real porque el gobierno no ha prohibido los libros. [...] ¿Solo porque las bibliotecas y los bibliotecarios han sido tan buenos en su defensa del derecho a leer lo que decidan, significa que no estamos siendo honestos? No, solo significa que hacemos nuestro trabajo.

Focus on the Family, una organización cristiana de derechas, cuestiona regularmente la Semana de los Libros Prohibidos, alegando que los libros no están realmente prohibidos y que las políticas de las bibliotecas son contrarias a la familia. Tom Minnery, vicepresidente de políticas públicas, dijo: «La ALA ha perpetrado irresponsablemente la mentira de los libros "prohibidos" durante demasiado tiempo… Nada está "prohibido", pero cada año esta organización intenta intimidar y silenciar a cualquier padre, maestro o bibliotecario que exprese su preocupación por el material sexualmente explícito o violento para los alumnos» Candi Cushman, analista de educación de Focus on the Family, afirmó que «Los padres tienen todo el derecho y la responsabilidad de oponerse a que sus hijos reciban literatura sexualmente explícita y pro-gay sin su permiso, especialmente en un entorno escolar» y señaló que el libro infantil Con Tango son tres  sobre unos padres pingüinos del mismo sexo se encontraba entre los libros más cuestionados por  la ALA. Cushman criticó el evento por «fomentar la  homosexualidad en niños de 6 o 7 años en contra de su voluntad». El grupo anti-homosexualidad Parents and Friends of Ex-Gays and Gays ha criticado de manera similar a la ALA por no usar el evento para defender libros de ex-gais o libros que se oponen al matrimonio entre personas del mismo sexo en los Estados Unidos.
La Semana de los Libros Prohibidos fue criticada por Ruth Graham en Slate, pues argumentó que la retórica que rodea al evento a menudo combina cuestiones como la prohibición de libros en una biblioteca pública frente a los de una biblioteca escolar. Insistió en que confunde el hecho de no incluir material en los planes de estudios con la disponibilidad general de una biblioteca. Además, cree que, si bien es importante destacar los casos de censura, el énfasis debe estar en la celebración del mínimo número de libros prohibidos.
Como respuesta, Maddie Crum de The Huffington Post defendió la  Semana de los Libros Prohibidos, argumentando que la celebración de este evento conciencia acerca de la importancia de la libertad de expresión en la sociedad. Elogió el papel de los bibliotecarios y escribió que «hacen el trabajo detrás de las cámaras que garantiza que los libros cuestionados no sean prohibidos».

## Otras lecturas
- Hussein, Sara (6 de septiembre de 2009). «US Libraries Hit Back Over Challenges to Kids Books». Agence France-Presse. Consultado el 18 de septiembre de 2009.